# Christian Ernst Graf
Pour les articles homonymes, voir Graf.
Œuvres principales
- Der Tod Jesu (1802)
- Kleine Gedigten voor Kinderen [s. d.]

Christian Ernst Graf ou Graaf, né à Rudolstadt le 30 juin 1723 et mort à La Haye le 17 juillet 1804, est un compositeur d’origine allemande et un maître de chapelle à la cour du stathouder à La Haye, dans la République des Sept Pays-Bas-Unis.

## Biographie

### Jeunesse et formation
Graf naît et grandit dans une famille de musiciens. Son père, Johann Graf (1684–1750), était professeur de musique, compositeur, chef d'orchestre et premier violon à la cour des princes de Schwarzbourg-Rudolstadt en 1722. En 1739, il était promu à la fonction de maître de chapelle de la cour. Johann Graf eut sept fils, qu’il instruit lui-même à la musique. Parmi eux, quatre suivent ses traces et deviennent musiciens. En 1745, Christian succède à son père en tant que maître de chapelle à la cour de Rudolstadt.
On est mal renseigné sur les activités de Christian Ernst Graf à Rudolstadt, avant son départ pour la république des Provinces-Unies. Graf aurait quitté sa ville natale avec des instruments de la cour et des dettes. Il se peut qu’il ait rejoint, avec son frère Friedrich Hartmann – son cadet de quatre ans, le service dans le régiment arrivé aux Provinces-Unies vers la mi-avril 1748. On sait que Friedrich Hartmann est blessé lors du siège de Berg-op-Zoom et qu’il est fait prisonnier de guerre.
Christian Ernst se trouve à Middelbourg en 1750, où il dirige le Collegium Musicum. Sous sa direction, le niveau de l'ensemble augmente de sorte qu'en 1754, le Collegium Musicum obtient une salle de concert, dont la ville prend en charge le financement. Le premier opus imprimé de Christian Ernst, les Sei Sinfonie a Violino Primo, Secondo, Viola, E Basso, est sans doute conçu à la fin de son séjour à Middelbourg, comme un salut d’adieu.

### Cour de La Haye (1754–1767)
C'est sans doute dans la deuxième moitié de 1754 que Graf se rend à La Haye, où il devient compositeur de la cour de la princesse Anne de Hanovre, la veuve du stathouder Guillaume IV. La page de titre de son ouvrage de 1758 — les sonates pour deux violons et basse continue, l'opus 2 — en témoigne, puisque le compositeur s'y présente comme Compositore di Musica di S.A.R. Madama la Principessa di Orania di Nassovia, soit « compositeur de Son Altesse Royale la Princesse d'Orange-Nassau », c'est-à-dire d'Anne de Hanovre. 
En 1759, le 's Gravenhaegse Courant, un quotidien de La Haye, fait mention de Christian Ernst en tant que compositeur de musique de la cour de Son Altesse Sérénissime le Seigneur Prince d'Orange (Muziek Compositeur aen het Hof van S.D.H. den Heere Prince van Oranje), c'est-à-dire le prince Guillaume, qui n’avait alors que onze ans. Après la mort d'Anne, en 1759, son titre devient Compositore di Musica al Corte di S.A.S. Monsignore il Principe d'Orania e di Nassovia (compositeur de la musique à la cour de Son Altesse Sérénissime le Prince d'Orange-Nassau) ; voir les Sei Sinfonie ... Opera terza de cette année-là. Ce titre est utilisé jusqu'à la publication de son opus 7, Six symphonies... Œuvre VII (1766). À partir de 1759, son nom apparaît tous les ans, dans les comptes de la chapelle de la cour. Il se peut que Graf soit le premier professeur de musique du jeune prince Guillaume. Graf joua un rôle important dans l’encadrement musical des cérémonies funèbres après la mort d'Anne de Hanovre, survenue le 12 janvier 1759. En 1764, Graf adapte son nom à l'orthographe néerlandaise. Leopold Mozart, au cours du séjour de la famille Mozart à La Haye (septembre-décembre 1765), note qu'un Mr: Graaff était Compositeur et directeur de la Musique du Prince. Une datation plus précise de sa nomination à ce poste, n’est toutefois pas possible en l'absence de documents.
Cependant, on sait qu'en 1764, afin d'obtenir une augmentation de salaire, Graf s'adresse en vain à son mécène, le duc Louis-Ernest de Brunswick-Wolfenbüttel, régent pour le futur stathouder Guillaume, alors encore mineur.
| Requête de Christian Ernst Graf | Traduction |
| --- | --- |
| Durchlauchtigsten, Vergieb mein draustes Unterwinden. Lass meiner Demuts-Schrift ein milder Auge finden. Wirf einen Gnaden-Blick auf dies mein Klage-Lied, Und siehe, wie dein Knecht am Kummer-Wagen zieht. Mich liesse ein Fürstlich Wort hieher aus Inland kommen; Mein Glück ist hier nicht mehr, dort ist mein Whol entnommen. Was da mein fleiss gewann, wird hier aus Not verzehrt; Der Leib mit magren Kost, der Geist mit Angst genärht. […] Zweijhundert fünfzig Gulden Die nimmt mein Haus Herr weg; wo bleiben Kost und Schulden? Ach. Lege jährlich doch nur noch ein weinig beij. Dass mein verfallner Stand nicht unerträglich seij. | Votre Altesse sérénissime, Excusez mon audacieuse entreprise. Que mon humble écriture trouve un œil doux. Jetez un regard miséricordieux sur ce jérémiade, Et apercevez comment votre serviteur tombe dans la misère. Le mot d'un prince m’a attiré ici, venant de l'intérieur du pays ; Mon bonheur n'est plus ici, mais, là, on m’a pris mon bien. Ce que j'ai gagné là par mon travail assidu, je le consomme ici par nécessité; Le corps nourri par des repas frugaux, l'esprit par la peur. [...] Deux cent cinquante florins Vont au propriétaire ; comment payer les dépenses et les dettes ? Ô ! Ajoutez-y quand même un peu tous les ans. Pour que mon état nécessiteux ne soit pas insupportable. |

À l'occasion de l'installation solennelle comme stathouder de Guillaume V — qui fête ses dix-huit ans le 8 mars 1766 — Graf compose les trois couplets du chant de joie, Réjouissons-nous, Bataves ! (Laat ons juichen, Batavieren!). Lors de l'installation solennelle du stathouder, il est chanté en italien, mais il est publié en néerlandais.
Pendant son séjour aux Provinces-Unies, le jeune Wolfgang Amadeus Mozart, est accompagné de Graf chef d'orchestre, lors du concert donné par Wolfgang et sa sœur à La Haye, le 30 septembre 1765,. Il utilise le thème pour une célèbre série de variations pour clavecin (KV. 24). Mozart emprunte cette même mélodie pour la fugue concluante de son quodlibet Gallimathias musicum (KV. 32, mars 1766).

### Maître de chapelle de la cour (1767–1804)
En 1767, Graf reçoit enfin sa nomination officielle de maître de chapelle de la cour, ainsi que l'augmentation de salaire demandée précédemment. Les tâches de Graf comme maître de chapelle de la cour, comprenaient non seulement la sélection du répertoire de l’orchestre, mais également la composition de pièces nouvelles et la sélection des livrets et des paroles à mettre en musique à l’occasion de différents événements. De nombreuses œuvres sont créées pendant les années passées à la cour à La Haye : un grand nombre de symphonies, notamment la Grande simphonie Hollandaise en deux chœurs, musique à programme composée à l'occasion du rétablissement de l’autorité de Guillaume V en 1787, sonates (en trio et pour violon), quatuors (pour instruments à cordes), quintettes pour quatuor à cordes et flûte et autres genres de musique de chambre, deux sonates à quatre mains pour clavier, des chansons, des cantates, des fables pour voix et clavier (25 Fables dans le goût de la Fontaine, pour le Chant et le Clavecin) et enfin, une étude théorique et didactique de la basse continue. Apparemment, Graf n’a jamais tenté d’écrire un opéra. Graf est tout de même chargé de l'achat de partitions pour la maison et la cour ; on lui doit une partie considérable de l’actuelle collection de musique de la Maison d'Orange.

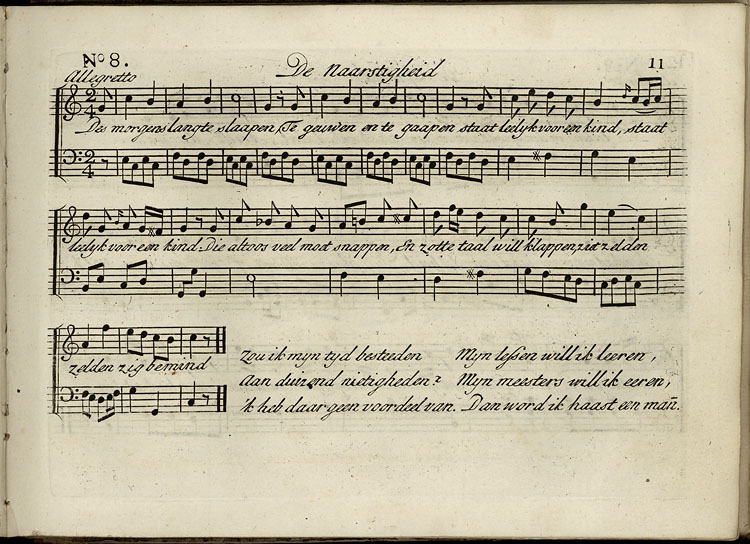
De naarstigheid (L'Assiduité) de Van Alphen, mise en musique par Graf, du recueil Kleine Gedigten voor Kinderen (Petits poèmes à l'usage de l'enfance), s.d., publié par Markordt à Amsterdam.

Bien qu'attaché à la cour, tout au long de sa carrière, le compositeur continue à travailler en dehors des activités de la chapelle musicale des princes d’Orange. Ainsi, à l’occasion de l’inauguration d’un nouvel orgue, le 28 juin 1781, il compose les chants religieux pour la consécration de l’orgue de la Grande Église à Bolsward (Kerk-Gezangen ter Inwydinge van het Orgel in de Groote Kerk te Bolsward) et, en 1782, il fait publier une étude : l’Essai sur la nature de l'harmonie dans la basse continue et enseignement d’un chiffrage court et systématique (Proeve over de natuur der harmonie in de Generaal bas benevens een onderricht eener korte en regelmaatige becijffering). À l'instar du compositeur néerlandais d’origine allemande Christian Friedrich Ruppe, Graf met en musique les Petits Poèmes à l'usage de l'enfance (Kleine gedigten voor kinderen) de Hieronymus van Alphen, y compris le fameux Prunier (Pruimenboom, aussi connu comme Jantje zag eens pruimen hangen...).
À partir de 1788, cependant, Graf est remplacé au poste de maître de chapelle par le violoniste Jean Malherbe. C'est le même Malherbe qui lui succède à la tête de la chapelle musicale en 1790, lorsque Graf prend sa retraite, au mois de novembre de cette année.
Le plus grand succès de Graf est, à part l'oratorio perdu composé pour célébrer la paix entre la France et l'Angleterre, la cantate Der Tod Jesu, composée en 1802 sur un livret de Karl Wilhelm Richter (1725–1798).
Graf décède peu après, le 17 juillet 1804, à La Haye, où il est enterré dans la Grande Église (Grote Kerk).

## Notoriété
Un contemporain le caractérise ainsi : 

« Graaf ou Graf fut un homme d’arts et de sciences, un homme lettré, il était agréable en compagnie et, entouré de ses amis, même bavard et joyeux ; il possédait une aptitude remarquable à enseigner, en particulier aux jeunes, à qui il inspira le goût pour les arts et les sciences. »

Un assez grand nombre d'œuvres sont conservées. Le musicologue Balfoort estime la cantate Der Tod Jesu, dont la Bibliothèque royale à La Haye possède le manuscrit, être l'une de ses meilleures. Mais Balfoort voit moins de mérite dans le reste de l'œuvre :

« Ce n'est pas en raison de la qualité supérieure de leur contenu musical que l'on pourra être élogieux de ses symphonies, sonates pour clavecin et pour violon, duos à cordes, etc. Ils n'auront pour nous, en premier lieu, qu'une valeur historique. Sa pièce de circonstance en célébration de l'installation solennelle du prince Guillaume V [...] ne présente qu’un intérêt historique. De son travail théorique nous est transmis un essai sur la nature de l'harmonie dans la basse continue et enseignement d’un chiffrage court et systématique (Proeve over de natuur der harmonie in de Generaal bas benevens een onderricht eener korte en regelmatige becijffering), publié en 1782 à La Haye, un opuscule de peu d'importance. »

Sur le site web de la Société royale néerlandaise de l'histoire de la musique (Koninklijke Vereniging voor Nederlandse Muziekgeschiedenis), Ton Braas et Odilia Vermeulen se prononcent à ce sujet d'une façon plus nuancée dans leur présentation de la réédition du Der Tod Jesu dans une série consacrée aux trésors de la musique chorale néerlandaise (Schatten van de Nederlandse koormuziek) :

« Bien qu'il ne soit pas un pionnier, Graf est passé par une évolution évidente dans ses dizaines de symphonies, de concerts, de quintettes, de quatuors, de trios, de duos et de pièces solistes. Si son opus 1 a des similitudes avec les compositions de la fin du baroque, par la suite, Graf se rapprocha stylistiquement plus de l’École de Mannheim et des fils cadets de Jean-Sébastien Bach. Le style de Der Tod Jesu (1802), la dernière et la plus mature de ses œuvres (qu’il a écrite à l’âge de 79 ans), s'inscrit plus dans le style de l'oratorio de Joseph Haydn. En ce qui concerne l'instrumentation et la forme musicale, Graf a respecté les conventions de son époque. Du point de vue harmonique, la plupart de ses œuvres sont intentionnellement simples. Toutefois, ses mélodies et rythmes sont parfois surprenants. »

### Discographie
- Baroque in Holland : Quintetti a flauto traverso, violino, viola, violoncello e basso - Ensemble Pont de la Virtue (Erasmus Music Productions, WVH) (OCLC 225792481).
- Kalm, kalm en andere Nederlandse liedjes - Jasperina de Jong et Lieuwe Visser (NM Classics NM 92071).
- Four Hundred Years Of Dutch Music - vol. 2 : Symphonie en ut majeur, op. 14 no 4 - Orchestre de la Résidence de La Haye, dir. Ton Koopman (1982, Olympia OCD 501) (OCLC 31914280).
- Hef Aan, Bataaf! Nederlandse Muziek rond 1795, Ensemble Pont de la Virtue (1997, 2CD Erasmus Music Productions, WVH 187/188).
- A musical anthology of the Northern Netherlands, par différents interprètes (NM Special NM 93004).
- Een Muzikale Anthologie der Noordelijke Nederlanden 1600-2000, par différents interprètes (NM Special NM 903002).
- From the Music Collection of Anders Chydenius, Mikail Helasvuo, Ostrobothnian Chamber Orchestra, dir. Juha Kangas (2004, Alba).
- Symphonies from the 18th century Court of Orange in The Hague : Symphonie en ré, op. 14 no 1 - New Dutch Academy, dir. Simon Murphy  (15-17 juin 2009, PentaTone PTC 5186 365) (OCLC 811550245)
- * Cello Concertos & Sinfonias de Christian Ernst Graf et Carl Friedrich Abel, par L'Arpa Festante dir. Christoph Hesse, avec Klaus-Dieter Brandt au violoncelle